# Rejon szakowski
Rejon szakowski (lit. Šakių rajono savivaldybė) – rejon w zachodniej Litwie.